# Simfonia núm. 1 (Borodín)
La Simfonia núm. 1 en mi bemoll major d'Aleksandr Borodín va ser composta entre 1862 i 1867. El 16 de gener de 1869, Mili Balàkirev va dirigir l'estrena oficial en un concert a la Societat Musical Russa de Sant Petersburg.

## Origen i context
El 1862, Borodín va conèixer Balàkirev, i aviat va passar a formar part del Grup dels Cinc. La primera simfonia pot ser considerada el seu primer experiment important en la composició i està influenciada en gran part per Balàkirev, que va seguir l'obra en tots els seus passos, donant consells i crítiques. Com de costum, Borodín va dedicar temps a l'obra de manera intermitent, en el seu temps lliure mentre treballava com a químic, per la qual no va completar la simfonia fins cinc anys més tard, el 1867.

## Moviments
1. Adagio. Allegro
2. Scherzo. Prestissimo
3. Andante
4. Allegro molto vivo